# Asociația Scriitorilor din Serbia
Asociația Scriitorilor din Serbia (în sârbă Udruženje književnika Srbije, cu alfabetul latin: Удружење књижевника Србије) este asociația oficială a scriitorilor din Serbia. Actualul său președinte este Milovan Vitezović.

## Istorie
Asociația a fost înființată la 26 mai 1905. Fondatorii și primii membri ai săi au fost Aleksandar Belić, Borivoje Popović, Dobrosav Ružić, Dragomir Janković, Dragoljub Pavlović⁠(d), Dragutin Ilić⁠(d), Živojin Dačić, Jovan Skerlić, Lujo Vojnović⁠(d), Ljubomir Mivanoić⁠(d), Milan Mivanoićević⁠(d) , Ljubomir Mivanoić⁠(d), Milorad Pavlović-Krpa⁠(d), Nikola Vulić⁠(d), Pavle Popović, Petar Odavić, Radoje Domanović, Rista Odavić, Simo Matavulj (ca președinte) și Stanoje Stanojević⁠(d).

### După Al Doilea Război Mondial
Asociația a fost restabilită după eliberarea Belgradului cu ocazia reuniunii care a avut loc la 31 decembrie 1944. Semnatari de seamă ai inițiativei au fost Isidora Sekulić, Ivo Andrić, Jovan Popović, Milan Vukasović, Branko Lazarević⁠(d) și alții. Isidora Sekulić a fost aleasă ca primul președinte de după război, în timp ce Oskar Davičo a fost primul său secretar. Asociația a reunit autori care s-au alăturat sau au susținut partizanii iugoslavi și cei care nu au colaborat cu Puterile Axei sau cu fasciștii locali în timpul ocupației Serbiei de către Puterile Axei și a restului Iugoslaviei. Pe lângă rolul său cultural și social, asociația a început să joace un rol proeminent ca organizație sindicalistă a scriitorilor. A avut două secții regionale separate, una pentru Provincia Socialistă Autonomă Voivodina și una pentru Provincia Socialistă Autonomă Kosovo, dintre care a doua și-a declarat intenția de a se constitui ca organizație independentă în 1970.
Ca urmare a sprijinului acordat de către Asociația Scriitorilor din Slovenia pentru greva minerilor din Kosovo din 1989, Asociația Scriitorilor din Serbia și-a întrerupt relațiile cu Asociația Scriitorilor din Slovenia.

## Președinți
- Simo Matavulj (1905–1911)
- Borisav Stanković (1911–1914)
- Nicio activitate în timpul Primului Război Mondial
- Branislav Nušić (1918–1937)
- Veljko Petrović⁠(d) (1937–1941)
- Nicio activitate în timpul celui de-al Doilea Război Mondial
- Isidora Sekulić
- Jovan Popović
- Dragan M. Jeremić
- Miodrag Bulatović
- Matija Bećković⁠(d) (1988–1992)
- Jovan Hristić (1992–1994)
- Slobodan Rakitić⁠(d) (1994–2005)
- Srba Ignjatović (2005–2010)
- Radomir Andrić (2010–2018)
- Milovan Vitezović (2018–2022)

## Obiective
Asociația Scriitorilor din Serbia își declară principalele obiective: reunirea autorilor sârbi în aceeași comunitate, protejarea intereselor profesionale ale membrilor săi, lucrul la relațiile lor interpersonale, lucrul la relațiile cu editorii și publicul larg, ușurându-le meseria și ajutarea membrilor săi sau a familiilor acestora care se află în sărăcie.